# Sant'Angelo in Vado
Sant'Angelo in Vado és un comune (municipi), lloc de l'antic Tifernum Metaurense i antic bisbat, de la província de Pesaro i Urbino, a la regió de la Itàlia central de les Marques.

## Geografia
Es troba a uns 90 quilòmetres a l'oest d'Ancona i uns 50 quilòmetres al sud-oest de Pesaro. El seu territori està travessat pel riu Metauro.
Limita amb Apecchio, Belforte all'Isauro, Carpegna, Mercatello sul Metauro, Peglio, Piandimeleto, Urbania i Urbino. Limita també amb Monte Ruperto, una frazione i petit enclavament d'Úmbria a les Marques que pertany al municipi de Città di Castello, a la província de Perusa.
Durant dos periodes diferents hi va haver una diòcesi catòlica romana de Sant'Angelo in Vado, encara que la diòcesi es va suprimir el 1986.

## Fills il·lustres
- Federico Zuccari (1540–1609), pintor i arquitecte
- Taddeo Zuccari (1529–66), pintor
- Francesca Xavier Cabrini (1850-1917), monja catòlica